# Ред Голт
Ред Голт (англ. Red Holt), справжнє ім'я А́йзек Голт (англ. Isaac Holt; 16 травня 1932, Роуздейл, Міссісіпі — 23 травня 2023, Чикаго, Іллінойс) — американський джазовий барабанщик.

## Біографія
Народився 16 травня 1932 року в Роуздейлі, штат Міссісіпі. Став відомим як учасник тріо Рамсі Льюїса, в якому грав з 1956 по 1966 роки; з Льюїсом був записані такі поп-джазові хіти «Hang on Sloopy» 1965 року і «The In Crowd». Акомпанував Лорес Александрії (1960). У 1962 році випустив свій єдиний сольний альбом, Look Out!! Look Out!!, на лейблі Argo.
У 1966 році з басистом Елді Янгом залишили Льюїса, аби записуватися на лейблі Brunswick як тріо Голт-Янга з піаністом Доном Вокером; гурт випустив невеликий хіт «Wack Wack». Потім створили ансамбль «Young-Holt Unlimited»; їхнім найбільшим хітом стала композиція «Soulful Strut». У 1967 році випустили альбом Feature Spot на Cadet. Гурт проіснував до 1974 року. Потім очолював подібний гурт Redd Holt Unlimited.
З 1970-х років працював з навчальними і громадськими організаціями в Чикаго.

## Дискографія
- Look Out!! Look Out!! (Argo, 1962)
- Feature Spot (Cadet, 1967) з Елді Янгом